# سمير مرادوفيتش
سمير مرادوفيتش (بالبوسنوية: Samir Muratović) هو لاعب كرة قدم بوسني في مركز الوسط، ولد في 25 فبراير 1976 في زفورنيك في البوسنة والهرسك. شارك مع منتخب البوسنة والهرسك لكرة القدم. أما مع النوادي، فقد لعب مع جيلييزنيتشار ساراييفو وشتورم غراتس وغراتزر أي كاي وكوجالي سبور وكيمنتزر ونادي ساتورن رامنسكوي.

## وصلات خارجية
- سمير مرادوفيتش على موقع الاتحاد الدولي (مؤرشف)  (الإنجليزية)
- سمير مرادوفيتش على موقع قاعدة بيانات كرة القدم.إي يو (الإنجليزية)
- سمير مرادوفيتش على موقع ناشيونال فوتبول تيمز (الإنجليزية)